# Šprinc
Šprinc je naselje v Občini Razkrižje.